# Качалов, Николай Николаевич (государственный деятель)
Николай Николаевич Качалов — советский хозяйственный, государственный и политический деятель.

## Биография
Родился в 1916 году в Вязьме. Член КПСС.
С 1936 года — на хозяйственной, общественной и политической работе. В 1936—1980 гг. — строитель, прораб, начальник строительного участка в Волковыске, руководящий работник на строительстве Туркестано-Сибирской железной дороги, на объектах Министерства строительства предприятий машиностроения СССР, в строительных организациях Министерства угольной промышленности восточных районов СССР, Министерства химической промышленности СССР, Министерства металлургической промышленности СССР, инструктор ЦК КПСС, заместитель заведующего Отделом строительства ЦК КПСС, 1-й заместитель министра транспортного строительства СССР, министр строительства РСФСР, заместитель председателя Государственного комитета СССР по делам строительства.
Доизбирался депутатом Верховного Совета СССР 6-го созыва. Делегат XXIII съезда КПСС.
Умер после 1980 года.